# Población (Chile)
Población es una localidad chilena, ubicada en la Región de O'Higgins. Administrativamente, forma parte de la comuna de Peralillo, en la provincia de Colchagua.
Se encuentra en el km 90 de la ruta 90 (que une San Fernando y Pichilemu), entre las localidades de Peralillo y Marchigüe, donde se empalma la ruta I-60, con dirección a Pumanque. Población se emplaza sobre terrenos bajos y de escasa pendiente, con una zona histórica tradicional desarrollada a lo largo de la ruta I-60. La zona urbana limita en todo su deslinde con zonas productivas agrícolas y hacia el surponiente se desarrolla un nuevo sector, mayoritariamente habitacional, hasta el costado del canal Población, que a su vez delimita la zona urbana de la rural, hacia el oeste, con el cerrillo Cerro La Virgen localizado próximo a este canal.
Fue una hacienda hasta fines del siglo XIX, de propiedad de los hermanos Emilio y Rafael Velasco. Con la llegada del ramal San Fernando-Pichilemu del ferrocarril en el año 1893, la localidad adquiere un mayor dinamismo, y se transforma en un puerto de embarque ferroviario. En 1905, la entonces denominada Villa Población fue urbanizada por el arquitecto Alberto Velasco Undurraga, quien habría dado la idea de continuar la construcción de casas con corredores exteriores y quien cambió el cauce del canal Población.
La localidad fue severamente afectada por el terremoto de 2010. El templo del Sagrado Corazón, que data de 1905, debió ser reconstruido.